# European Journal of Cardio-Thoracic Surgery
Das European Journal of Cardio-Thoracic Surgery, abgekürzt Eur. J. Cardio-Thorac Surg., ist eine wissenschaftliche Fachzeitschrift, die vom Oxford University-Verlag im Auftrag der European Association for Cardio-Thoracic Surgery und der European Society of Thoracic Surgeons veröffentlicht wird. Die Zeitschrift erscheint mit zwölf Ausgaben im Jahr. Es werden Arbeiten veröffentlicht, die sich mit Fragestellungen aus der Herz- und Thoraxchirurgie beschäftigen.
Der Impact Factor lag im Jahr 2014 bei 3,304. Nach der Statistik des ISI Web of Knowledge wird das Journal mit diesem Impact Factor in der Kategorie Atemwegssystem an 16. Stelle von 58 Zeitschriften, in der Kategorie Chirurgie an 26. Stelle von 198 Zeitschriften und in der Kategorie Herz-Kreislaufsystem an 40. Stelle von 123 Zeitschriften geführt.